# بيتر هال (عسكري)
بيتر هال (بالإنجليزية: Peter Hall)‏ هو عسكري نيوزيلندي، ولد في 16 مايو 1922 في أوبوتكي ‏ في نيوزيلندا، وتوفي في 22 مايو 2010 في كمبريا في المملكة المتحدة.